# Ромуалд I (Беневенто)
Ромуалд I (на италиански: Romoaldo, † 687) e херцог на Херцогство Беневенто от 662 до 687 г.

## Биография
Той е син на краля на лангобардите Гримоалд I и съпругата му Ита. Ромуалд има сестра Гиза, сгодена за византийския император Констант II.
През 662 г. византийският император Констант II пристига с войската си при Таранто и завладява няколко града и през 663 г. се оттегля в Сицилия.
Около 664 г. Гримоалд жени син си за Теудерада, дъщеря на dux Луп от Фриули. С нея той има трима сина: Гримоалд II, Гизулф I и Аричис.
През 667 г. прабългарският кан Алцек (или княз Алцеко) преминава с войската си Алпите и стига мирно в Северна Италия около Равена. Гримоалд I го изпраща в Беневенто, където dux Ромуалд го посреща сърдечно. На Алцеко са обещани градовете Сепинум (днес Сепино), Бовианум (днес Бояно) и Езерния (днес Изерния) в региона Молизе с условие, че той се отказва от титлата dux и своите претенции за трона и приеме титлата gastaldus.
Ромуалд получава военна помощ от Алцек и неговите прабългари (Bulgar Alcek horde) през 667 г.